# Trlično
Trlično – wieś w Słowenii, w gminie Rogatec. W 2018 roku liczyła 113 mieszkańców.